# Syrphus schultzianus
Syrphus schultzianus är en tvåvingeart som beskrevs av Mario Bezzi 1908. Syrphus schultzianus ingår i släktet solblomflugor, och familjen blomflugor. Inga underarter finns listade i Catalogue of Life.